# Cheneché
Cheneché est une ancienne commune du Centre-Ouest de la France, située dans le département de la Vienne en région Nouvelle-Aquitaine, devenue le 1er janvier 2017 une commune déléguée de la commune nouvelle de  Saint-Martin-la-Pallu.
Ses habitants sont appelés les Chénipiacéens.

## Géographie

### Localisation
La commune est située à 30 km de Poitiers et Châtellerault.

### Géologie et relief
La région de Cheneché présente un paysage de plaines vallonnées plus ou moins boisées, de terres viticoles et de plaines de champs ouverts. Le terroir se compose  :
- d'argilo pour 77 % sur les collines et les dépressions sableuses des bordures du Bassin parisien,
- de groies moyennement profondes (c’est une terre du Sud-Ouest de la France, argilo-calcaire peu profondes -en général de moins de 50 cm d’épaisseur -, plus ou moins riches en cailloux. Ce  sont des terres fertiles et saines et donc, propices à la polyculture céréalière) pour 4 % dans les plaines,
- de calcaires pour 19 % dans les vallées et les terrasses alluviales.

### Hydrographie
La commune est traversée par la Pallu sur 3 km.

### Climat
Le  climat est océanique avec des étés tempérés.

## Toponymie
Le nom du village proviendrait de l'expression chêne chant , c'est-à-dire un chêne vénéré par les druides. Au XIe siècle, le nom du bourg devient Chinipiacum puis Chiniaco.

## Politique et administration

### Liste des maires

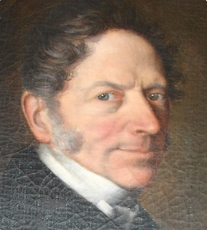
Augustin Poirier de Clisson (1785-1865), fut maire de Cheneché.

| Période                                  | Période | Identité      | Étiquette | Qualité |
| ---------------------------------------- | ------- | ------------- | --------- | ------- |
| Les données manquantes sont à compléter. |         |               |           |         |
| janvier 2014                             | 2026    | Bruno Hippeau |           |         |

| Période                                  | Période   | Identité          | Étiquette | Qualité |
| ---------------------------------------- | --------- | ----------------- | --------- | ------- |
| Les données manquantes sont à compléter. |           |                   |           |         |
| mars 2001                                | mars 2008 | Pierre de Samie   |           |         |
| mars 2008                                | mars 2014 | Jean-Paul Gagnère |           |         |
| mars 2014                                | 2016      | Bruno Hippeau     |           |         |

### Instances judiciaires et administratives
La commune relève du tribunal d'instance de Poitiers, du tribunal de grande instance de Poitiers, de la cour d'appel  Poitiers, du tribunal pour enfants de Poitiers, du conseil de prud'hommes de Poitiers, du tribunal de commerce de Poitiers, du tribunal administratif de Poitiers et de la cour administrative d'appel  de  Bordeaux, du tribunal des pensions de Poitiers, du tribunal des affaires de la Sécurité sociale de la Vienne, de la cour d’assises de la Vienne.

## Démographie
L'évolution du nombre d'habitants est connue à travers les recensements de la population effectués dans la commune depuis 1793. À partir du 1er janvier 2009, les populations légales des communes sont publiées annuellement dans le cadre d'un recensement qui repose désormais sur une collecte d'information annuelle, concernant successivement tous les territoires communaux au cours d'une période de cinq ans. 
Pour les communes de moins de 10 000 habitants, une enquête de recensement portant sur toute la population est réalisée tous les cinq ans, les populations légales des années intermédiaires étant quant à elles estimées par interpolation ou extrapolation. Pour la commune, le premier recensement exhaustif entrant dans le cadre du nouveau dispositif a été réalisé en 2005,.
En 2014, la commune comptait 361 habitants, en évolution de +11,42 % par rapport à 2009 (Vienne : +1,68 %, France hors Mayotte : +2,49 %).
| 1793 | 1800 | 1806 | 1821 | 1831 | 1836 | 1841 | 1846 | 1851 |
| ---- | ---- | ---- | ---- | ---- | ---- | ---- | ---- | ---- |
| 300  | 283  | 288  | 312  | 341  | 276  | 301  | 303  | 321  |

| 1856 | 1861 | 1866 | 1872 | 1876 | 1881 | 1886 | 1891 | 1896 |
| ---- | ---- | ---- | ---- | ---- | ---- | ---- | ---- | ---- |
| 344  | 320  | 336  | 339  | 310  | 295  | 320  | 310  | 314  |

| 1901 | 1906 | 1911 | 1921 | 1926 | 1931 | 1936 | 1946 | 1954 |
| ---- | ---- | ---- | ---- | ---- | ---- | ---- | ---- | ---- |
| 315  | 356  | 359  | 321  | 295  | 270  | 254  | 260  | 248  |

| 1962 | 1968 | 1975 | 1982 | 1990 | 1999 | 2005 | 2010 | 2014 |
| ---- | ---- | ---- | ---- | ---- | ---- | ---- | ---- | ---- |
| 214  | 162  | 152  | 240  | 282  | 285  | 302  | 338  | 361  |

En 2008, la densité de population de la commune était de 60 hab./km2, 61 hab./km2 pour le département, 68 hab./km2 pour la région Poitou-Charentes et 115 hab./km2.

## Économie
Selon la direction régionale de l'Alimentation, de l'Agriculture et de la Forêt de Poitou-Charentes, il n'y a plus que trois exploitations agricoles en 2010 contre quatre en 2000.
Les surfaces agricoles utilisées ont, cependant, augmenté de 47 % et sont passées de 94 hectares en 2000 à 139 hectares en 2010. Ces chiffres indiquent une concentration des terres sur un nombre plus faible d’exploitations. Cette tendance est conforme à l’évolution constatée sur tout le département de la Vienne puisque de 2000 à 2007, chaque exploitation a gagné en moyenne 20 hectares.
62 % des surfaces agricoles sont destinées à la culture des céréales (blé tendre essentiellement). L'élevage de volailles a disparu en 2010 (72 têtes sur trois fermes en 2000).

## Culture locale et patrimoine

### Lieux et monuments
- La mairie, construite sur les restes de sept tours de l'ancienne fortification date probablement du Moyen Âge au vu de l'architecture simple des tours. La cité était cerclé par sept tours toujours visibles, dont deux sont les côtés du bâtiment de la mairie.
- L'église Saint-Vincent, de style roman, date également du Moyen Âge (XIIe siècle).

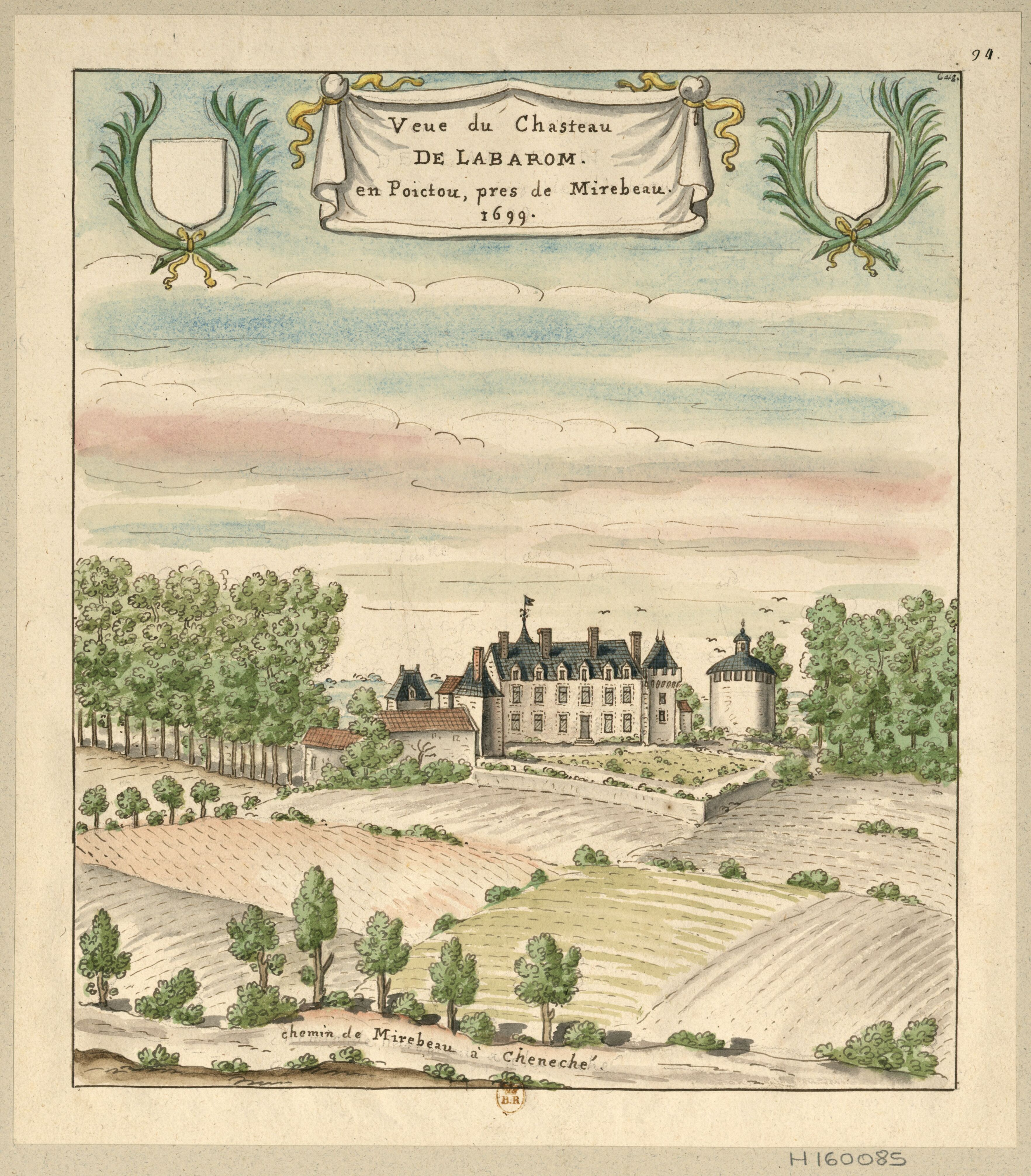
Vue du château de Labarom, en 1699.

- Le château de Labarom : son nom viendrait de celui de la fontaine Barum qui existait sur ces lieux à l'époque romaine. L'ensemble, à savoir le château, le pigeonnier, les communs et le parc, sont inscrits à l'Inventaire supplémentaire des Monuments historiques. Situé en bordure de trois provinces : la Touraine, le Poitou  et l'Anjou, le site bénéficie d'une très lointaine vue d'ensemble sur la plaine du Haut Poitou vers le sud. La partie méridionale du château a été construite à la fin du XVe siècle. La partie nord date du début du XVIIIe siècle. Les deux types de charpente sont parfaitement visibles au dernier étage. Un pigeonnier très important avec ses 2 800 boulins et son échelle tournante atteste l'importance du domaine à l'époque de sa construction. Il est inscrit comme Monument historique depuis 1989. Le logis, les façades et les toitures, les bassins et les fontaines le sont depuis 2006.
- Le château de Gilles de Rais est inscrit comme monument historique depuis 1984 pour le passage couvert, le pigeonnier, la porte et la tour.

Le sous-sol de la motte située au centre du bourg présente une cave voûtée en plein cintre faites de petits moellons et soutenue par plusieurs arcs brisés bâtis en bloc de tuffeau. On peut y observer également un soupirail.
- Le logis du Fort, rue Gilles-de-Rais est inscrit comme monument historique depuis 2004 pour le pont, le portail et le pigeonnier.

### Personnalités liées à la commune
- Gilles de Rais alias Barbe Bleu (1400-1440), homme de guerre et compagnon de Jeanne d'Arc, maréchal de France en 1429 qui s'adonna à la magie noire en commettant d'innombrables crimes sur les enfants. Il fut exécuté.